# Opération Title

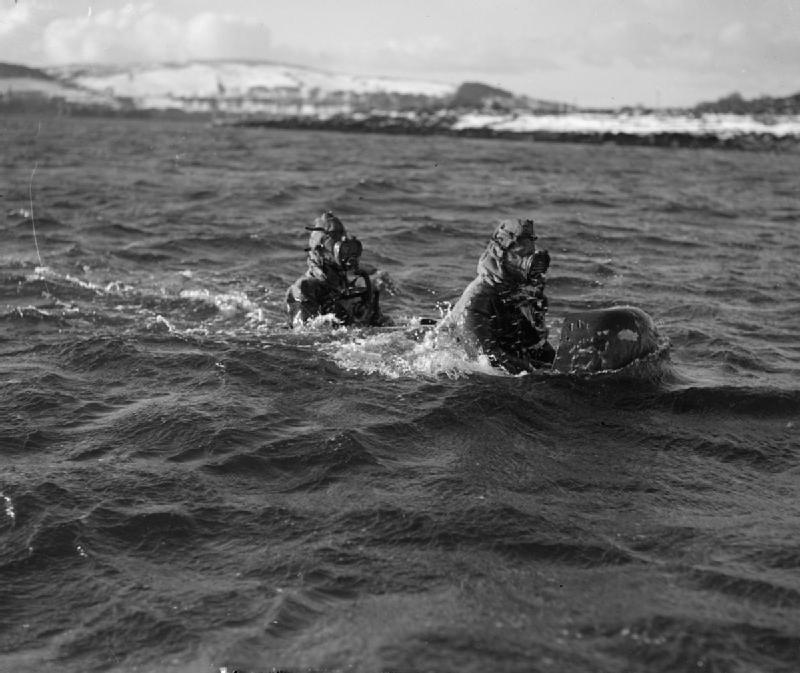
Un équipage sur un Chariot lors d'un entraînement.

L'opération Title est une opération militaire de la Seconde Guerre mondiale menée par les Alliés contre le cuirassé allemand Tirpitz dans le Trondheimsfjord en Norvège entre le 26 et le 31 octobre 1942.
L'attaque, réalisée par un équipage norvégien commandé par Leif Larsen au moyen de torpilles britanniques de type Chariot (un sous-marin de poche), est abandonnée à la suite de la perte des torpilles lors de leur transport sur le champ d'opération.
Par la suite, la Royal Navy mène des raids aériens contre le Tirpitz entre avril et août 1944, avec des résultats mitigés. Il est ensuite endommagé par des bombardiers de la Royal Air Force en septembre 1944 et coulé par un raid similaire en novembre de la même année.

## Articles annexes
- Liste des opérations lors de la Seconde Guerre mondiale